# Jos Hoevenaers
Joseph "Jos" Hoevenaers (Anvers, 30 de novembre de 1932 - Wilrijk, 14 de juny de 1995) va ser un ciclista belga que fou professional entre 1956 i 1967. Era fill del també ciclista Henri Hoevenaers, medallista als Jocs Olímpics de 1924.
Durant els seus anys com a professional aconseguí una trentena de victòries, en què destaquen la Fletxa Valona de 1959 i una etapa a la Volta a Catalunya de 1957. Disputà set edicions del Tour de França, cursa en la qual va vestir el mallot groc de líder durant quatre etapes entre les edicions de 1958 i 1959. Al Giro d'Itàlia, que disputà en cinc ocasions, fou cinquè i vestí el mallot rosa durant vuit etapes el 1960.

## Palmarès
- 1957
  - 1r del Circuit de les 3 Províncies
  - 1r del Circuit del Centre de Bèlgica
  - Vencedor d'una etapa de la Volta a Catalunya
- 1958
  - 1r al Gran Premio Ciclomotoristico
  - 1r del Circuit Mandel-Lys-Escaut
- 1959
  - 1r a la Fletxa Valona
  - 1r del Circuit del Centre de Bèlgica
  - 1r al Circuit de l'Oest
- 1960
  - Vencedor d'una etapa als Tres dies d'Anvers
- 1961
  - Campió de Bèlgica de clubs
  - 1r a la Copa Sels
  - 1r del Critèrium de Florenville
  - 1r del Critèrium de Louvain
- 1962
  - 1r del Circuit del Centre de Bèlgica
- 1964
  - 1r al Grote Scheldeprijs
  - 1r al Tour del Nord-oest
  - 1r al Circuit de Brabant Central
- 1965
  - 1r al Circuit dels Polders-Campine

### Resultats al Tour de França
- 1958. 10è de la classificació general.  Porta el mallot groc durant 1 etapa
- 1959. 8è de la classificació general.  Porta el mallot groc durant 3 etapes
- 1960. Abandona (12a etapa)
- 1961. 11è de la classificació general
- 1962. 18è de la classificació general
- 1963. 23è de la classificació general
- 1964. Abandona (12a etapa)

### Resultats al Giro d'Itàlia
- 1959. Abandona (15a etapa)
- 1960. 5è de la classificació general.  Porta el mallot rosa durant 8 etapes
- 1961. Abandona (1a etapa)
- 1962. Abandona (14a etapa)
- 1964. Abandona (13a etapa)